# 文岑茨·米勒
文岑茨·米勒（德語：Vincenz Müller，1894年11月5日－1961年5月12日）是一名德國將領，曾在德意志帝国军队、威瑪防衛軍、纳粹德国国防军和東德人民軍服役。米勒在二戰中被蘇軍俘獲，轉而投誠，並在二戰後的東德擔任要職。米勒後成为了东德人民議會的议员，并担任国民军参谋长。作为内政和国防部副部长兼参谋长，米勒在戰後建立人民警察和从1956年开始组建国家人民军方面发挥了重要作用。米勒在1958年被迫退休，1961年在家中自殺，他的死頗有爭議。

## 生平

### 早年和一戰
文岑茨·米勒生於巴伐利亞王國艾夏赫，是政治家费迪南·米勒和他的妻子維多利亞（死於1922年）的兒子。从1913年到1928年，他的父亲是中央党和巴伐利亚人民党在巴伐利亞州的州议会议员。文岑茨·米勒从梅滕的本笃会修道院附屬的圣米歇爾尔高中毕业后，开始了职业军官生涯。他先是加入了巴伐利亚陆军，然后转入符腾堡陆军，在並在乌尔姆的第13工兵营服役。米勒于1914年被任命为中尉，由此加入了第一次世界大战，並在孚日山脉受了重伤。从1915年6月起，他与德国驻奥斯曼帝国的军事使团的250名下属士兵一起搬到君士坦丁堡。1915年11月后，他移駐巴格达。1916年底，他染上斑疹伤寒和疟疾，返回乌尔姆住院。康复后他于1917年6月自愿在君士坦丁堡的後備军官学校任教，并成为一名战术教官。

### 戰間期
战争结束后，他在乌尔姆的先锋营和斯图加特的第5軍區担任排长。1927年晋升为少校。同时他在斯图加特工业大学学习了三个学期的艺术史。1923年，他调到国防军部的部队局办公室，他在库尔特·冯·施莱歇尔领导下的政治部门任职至1931年。1930年夏天，他进行了为期数周的苏联之旅，因為德国防衛军在那里与红军合作开办了训练中心。
他後担任柏林第三军区指挥官的顾问。在此过程中，他在德国历史上扮演了他的第一个角色：1932年7月20日的普鲁士政變期间，根据冯·施莱歇尔和格尔德·冯·伦德施泰特的指示，他实施了普鲁士政府的罢免行動并逮捕了普鲁士政府高層，以此事實上瓦解了普魯士自由邦政府。
1933年1月30日希特勒被任命为德国总理后，米勒从1933年到1935年担任慕尼黑第七军区总参谋部及动员机构发展部主任，他的主要上司是威廉·亚当将军。直到1937年，他一直担任陆军总参谋部动员组组长。米勒于1938年至1940年担任卡塞尔的第2军总参谋长。在此期间他被提升为上校。

### 二戰生涯
从1940年到1943年，米勒担任东线南区第17集团军参谋长。在被任命为少将并住院治疗后，米勒晋升为中将，并于1943年短暂担任第56步兵师的师长，然后直到1944年6月担任由残余人员组成的D军团的指挥官，同時兼任第262步兵师師長。1944年6月4日，他被任命为第12軍軍長。在1944年夏天蘇聯發動巴格拉季昂行動，中央集团军群被幾乎完全摧毁，米勒尝试率領第4集团军部分部队组成的战斗群突圍，但未能逃出红军的包围圈。
根据他自己的陈述，米勒于1944年7月8日在绝望的情况下骑马前往苏联方面，在那里向蘇聯投誠，并立即安排他写下命令，讓德軍士兵放下武器，这挽救了无数士兵的生命。米勒在被捕后的第二天与苏联中将列夫·梅赫利斯的谈话给他留下了深刻的印象，他决定采取积极的立场来反对希特勒。米勒改变立场的速度令德国战俘和移民感到惊讶。据说他自愿参加了1944年7月17日在50,000名德国戰俘的带领下穿越莫斯科的游行，其照片立即传遍了全世界。
米勒加入了自由德國民族委员会和德国军官联盟，積極反對納粹。在一段時間內，他担任投降蘇軍的陆军元帅弗里德里希·保卢斯的顾问，在他们被监禁期间，他与保卢斯在莫斯科附近的托米利诺共用一间别墅。他准备了保罗作为纽伦堡審判主要控方证人的证词。

### 東德時期
在苏联部长会议决定在苏联占领区建立以军事为导向的警察部队后，米勒于1948年9月获释并返回德國東部。在那里，他立即被任命为德国内政部人民警察总督察，但在1949年初因甲状腺功能亢进而辞去这一职务。米勒加入德国国家民主党。从1950年到1958年，他是東德人民议院的成员，从1950年到1952年，他擔任人民议院的副主席。
所有西方情报部门都对他感兴趣，1952年，他的前同志们还代表盖伦组织在东柏林拜访了他。1955年和1956年，通过与老同志的接触，他代表东德政府在东柏林会见了当时的联邦财政部长弗里茨·谢弗，并就德国統一的机会进行了会谈。米勒暗示沃尔特·乌布利希即将倒台，德国有可能重新统一，但与奥地利一样保持中立。
根据德國社會主義統一黨政治局于1957年2月15日的决定，几乎所有前納粹国防军军官都應逐渐从東德人民軍中離職，并在1950年代末退休。1958年2月，米勒本人退休。西德媒体就对此进行了报道，并表示米勒已于1957年12月被停职。也有人说，东德国防部长斯托夫指责他反对统一社会党中央委员会关于统一社会党在人民军队中发挥领导作用的决定。1958年9月，官方宣布米勒因严重的心脏病而应自己的要求退役。
1961年5月12日，米勒从他位于柏林-施莫克维茨的家中的凉廊跳下自杀。此后不久，米勒的儿子和儿媳逃往西方。